# Sonderkommando

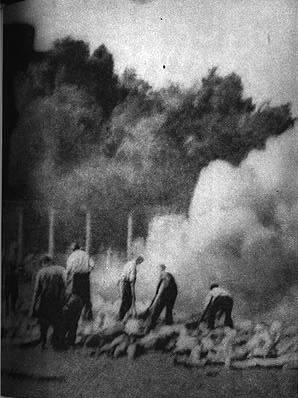
Sonderkommandos incinerant cadàvers.

Els Sonderkommandos (en alemany unitats especials) eren unitats de treball formades per presoners dels camps d'extermini de l'Alemanya nazi. Habitualment, els integraven presoners jueus que eren forçats a treballar, sota amenaça de mort, en la retirada de les víctimes de les cambres de gas durant l'Holocaust.

## Polisèmia
Els Einsatzgruppen tenien els seus propis batallons Sonderkommandos per a "assignacions especials", com ara el Sonderkommando Arājs, i per bé que el nom és el mateix, la seva situació i funcions eren molt diferents.
Els Einsatzgruppen SS, estaven constituïts per Sonderkommandos i Einsatzkommandos. Aquests últims estaven formats per oficials de la Gestapo, la Kriminalpolizei, l'SD, i les  Waffen-SS, i van participar a Europa de l'Est en assassinats en massa (en particular en l'extermini de jueus i gitanos, en l'explotació de les poblacions i la repressió dels resistents i dels partisans).

## Característiques
Les persones destinades a un "Sonderkommando", treballaven sota ordres dels nazis, i si es negaven a complir les tasques, eren assassinats. Treballaven sota gran pressió psicològica, ja que eren els encarregats de portar els presoners a les cambres de gas, retirar els cossos, examinar orificis naturals (anus, vagina) a la recerca de peces de valor ocultes, treure les dents d'or als cadàvers, i finalment incinerar-los en els forns crematoris o en fosses crematòries. Molts Sonderkommando van haver de realitzar aquestes funcions, moltes vegades, amb familiars i amics, veient com ells mateixos conduïen a la mort els seus éssers estimats. Si algun Sonderkommando revelava abans als presoners que la suposada "dutxa de desinfecció" no era tal, sinó que era una cambra de gas i anaven a morir, se li aplicava la pena de mort com a càstig. Una de les formes de morts utilitzada de manera "exemplar" per als Sonderkommando que no complien les ordres era ser incinerat viu, en els forns crematoris.
Els Sonderkommando vivien aïllats de la resta de presoners i no tenien cap mena de contacte amb ells. Era sabut que els Sonderkommando tenien un període de treball d'aproximadament 3-4 mesos, ja que, per no deixar testimonis de la matança a nivell industrial que s'estava realitzant, era assassinat tot el Sonderkommando i posat en el seu lloc un nou grup Sonderkommando a realitzar la feina.

## Tasques
La feina dels Sonderkommando consistien a retirar els cadàvers de les cambres de gas, seleccionar aquells cadàvers que presentessin algun element de valor, apilar les seves pertinences per tipus, portar a les víctimes al forn crematori o bé enterrar-les. No podien parlar amb els presoners; en cas contrari rebien la pena de mort.
Eren mantinguts separats de la resta dels presoners, de manera que no poguessin donar detalls sobre la seva tasca, per no alertar els presoners que havien de ser exterminats a les cambres de gas.
Un cop complerta la seva missió eren, al seu torn, exterminats.

## Resistència

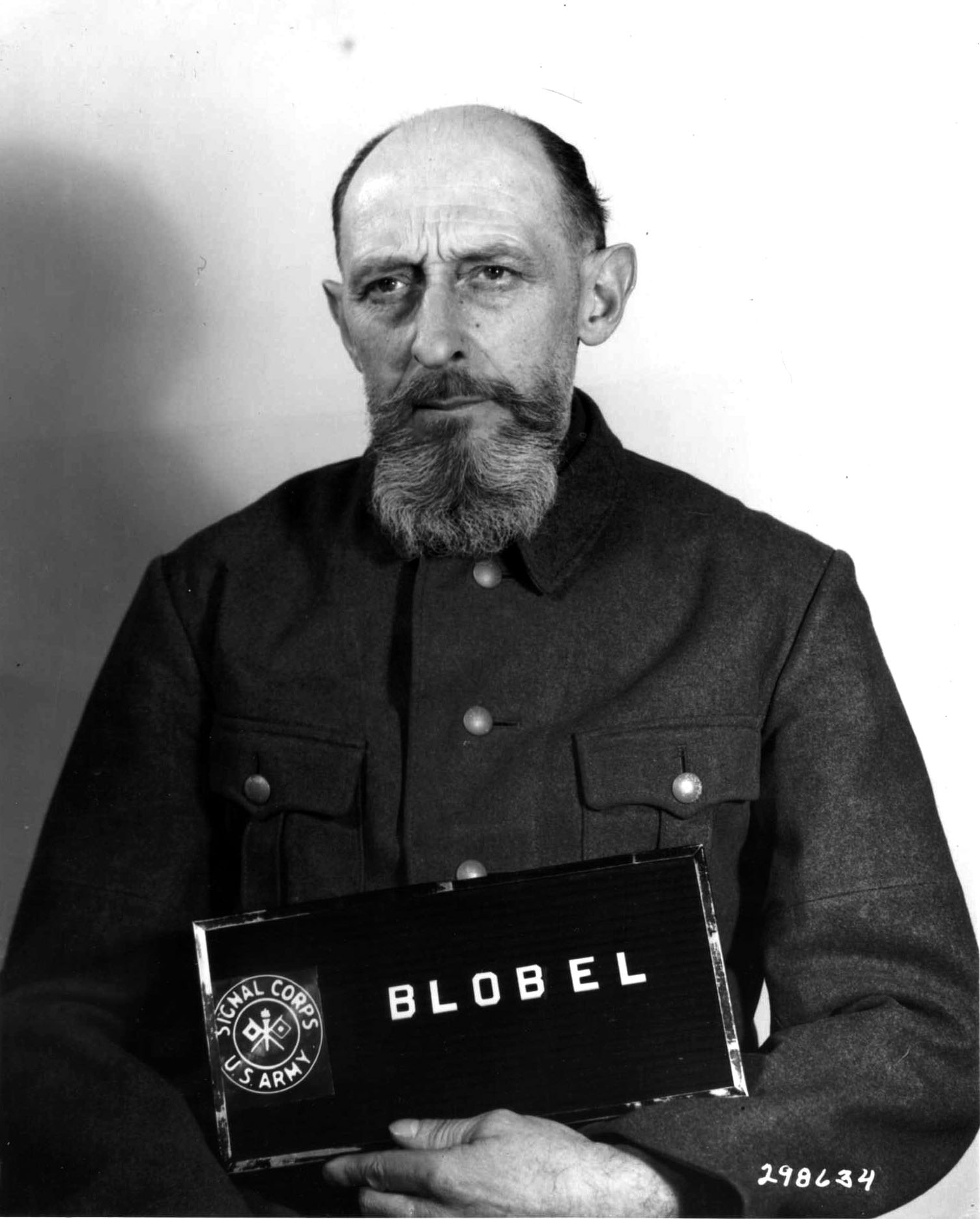
Paul Blobel, Comandant de Sonderkommandos de l'Einsatzgruppen C, secció 4a

És interessant destacar que un d'aquests Sonderkommando es va rebel·lar el 7 d'octubre de 1944 a Auschwitz. Davant els indicis que les SS pretenien assassinar un gran nombre de membres del mateix Sonderkommando que treballaven al crematori 4 (perquè la càrrega de treball de les cambres de gas va disminuir després de ser intensament utilitzades contra els jueus hongaresos), es van amotinar i van iniciar l'única rebel·lió a gran escala de la qual es té notícia a Auschwitz. Armats amb pedres i eines improvisades, van atacar els guàrdies de les SS i van calar foc al crematori. Alguns presoners van poder escapar, encara que la majoria van ser capturats i assassinats. Dos-cents cinquanta van morir en la lluita, al costat de tres membres de les SS i dues-centes persones més van ser assassinades després.